# جيمس كامبل إروين
جيمس كامبل إروين (بالإنجليزية: James Campbell Irwin)‏ هو مسير أعمال وضابط ومهندس معماري وسياسي أسترالي، ولد في 23 يونيو 1906 في أستراليا، وتوفي في 22 يونيو 1990 في نفس البلد.

## مناصب
- انتخب Alderman of Corporation of the City of Adelaide ‏ (1966 – 1972).
- انتخب Alderman of Corporation of the City of Adelaide ‏ (1953 – 1963).
- انتخب Member of the Corporation of the City of Adelaide ‏ (1949 – 1953).
- انتخب Member of the Corporation of the City of Adelaide ‏ (1935 – 1940).
- انتخب Lord Mayor of Adelaide ‏ (1963 – 1966).